# Riksväg 28

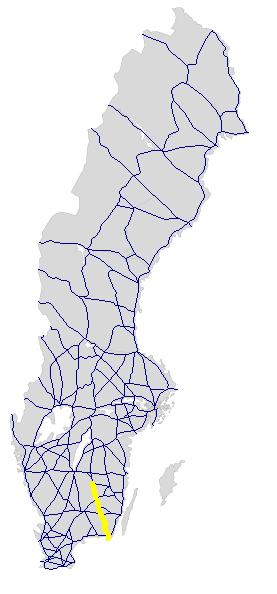

Riksväg 28 går mellan Karlskrona och Vetlanda via Emmaboda och Eriksmåla. 

## Standard och planer
En del av sträckan mellan E22 och centrala Karlskrona är motorväg (Österleden). Riksväg 28 är landsväg hela sträckan norr om Karlskrona. Den delar sträckning med riksväg 31 längs sträckan från Sandsjön (söder om Lenhovda) till Vetlanda.

## Historia
Före 1962 hade vägen nummer 81 i Karlskrona och nummer 83 norr om Karlskrona till Vetlanda. År 1962 tilldelades sträckan Karlskrona-Lenhovda beteckningen länsväg 123, och norr därom endast riksväg 31. År 1985 ändrades namnet på länsväg 123 till riksväg 28. Länsväg 123 infördes samtidigt på en helt annan sträckning.
Vägen går mellan Karlskrona och Emmaboda nästan hela vägen i samma sträckning som på 1940-talet. Förbi Emmaboda har en ny väg byggts i kanten av Emmaboda i slutet av 1960-talet. Innan dess gick vägen genom Lindås, inte genom Emmaboda. Vägen Emmaboda-Lenhovda är uträtad i nära äldre sträckning i början av 1960-talet. Den gamla och den nya vägen korsar varandra många gånger. Så bygger man helst inte längre, trafiken ger problem för bygget.
Den olycksdrabbade vägsträckan på riksväg 28 mellan Fur och Muggetorp (nära Vissefjärda) har gjorts säkrare och bättre. Man byggde en ny väg här med byggstart november 2006 och invigning november 2007. Sträckan är 3,5 km lång och slutar strax innan länsgränsen till Blekinge län.

### Österleden (Karlskrona)
Infarten till Karlskrona, Österleden, är Sveriges kortaste fristående motorvägssträckning på omkring 2 500 meter[källa behövs]. Genom stadens historia har det alltid funnits begränsade landförbindelser. Stadens läge ute vid vattnet gjorde att det bara fanns en enda landsväg och en enda järnväg in mot land norrut vilket naturligtvis gjorde att infartsleden var starkt trafikerad. Fram till slutet av 1940-talet fanns dessutom spårvagnstrafik i staden som gick på den enda landförbindelsen som fanns, nuvarande Borgmästargatan/Landsvägsgatan i Karlskrona vilket ansågs förhindra trafiken ytterligare. Trots att spårvagnarna försvann minskade inte trafikproblemen. Flera förslag inkom på nya landförbindelser med tunnlar och broar mot väster från Trossö för järnväg och bilar mot Ronneby men ansågs inte vara realistiska med tanke på de beräknade kostnaderna.
I slutet av 1960-talet togs beslut om att leda in trafiken till centrala Karlskrona (Trossö) genom en motorväg som delvis skulle gå på utfyllnader i vattnet norrifrån. I samband med detta beslut togs även beslut om att utöka bangården vid Karlskrona station som SJ och Karlskrona stad tidigare hade stridit om då staden ville flytta ut bangården och stationen till fastlandet, i och med detta beslut fick stationen vara kvar och bangården utökas på de utfyllnadsarealer som vägbygget skulle dra med sig. Till entreprenör utsågs Skånska Cementgjuteriet, och vägbygget satte igång 1969 med utfyllnader i vattnet.
Vägen kom att byggas i två etapper och var, trots den korta längden (kring fem km motorväg) ett komplicerat bygge. Sexton broar fick byggas på denna korta längd. Därtill kom att grunden var väldigt svårbearbetad; på sina håll var det utmärkt urberg, på andra metertjock lera som fick grävas ut och ersättas med grus. Trafikplatsen Oskarsvärn blev ytterligare en tuff utmaning då infartsvägen från Ronneby skulle gå ihop med infartsvägen från Kalmar i en planskild korsning samtidigt som vägarna skulle korsa Sunna kanal samt järnvägen planskilt. 
År 1972 invigdes slutligen Österleden som en motorväg från Oskarsvärn och in till Karlskronas centrum i höjd med järnvägsstationen. Motorvägen fick en liten fortsättning 1976 då anslutningsvägarna till trafikplats Oskarsvärn byggdes om (andra etappen), i övrigt har det inte skett några andra motorvägsutbyggnader i Karlskrona bortsett från en kort sträcka av E22 från Rosenholm västerut mot Nättraby som invigdes 1976.

## Trafikplatser, korsningar och anslutande vägar
|  | Nr             | Namn                             | Skyltning                           |
|  | -------------- | -------------------------------- | ----------------------------------- |
|  |                | "Fängelset"                      | Karlskrona Centrum                  |
|  |                | Trafikplats Blåportsgatan        | Långö, Pantarholmen                 |
|  |                | Trafikplats Krutviksvägen        | Hästö (söderifrån)                  |
|  |                | Trafikplats Oscarsvärn           | Väg mot Ronneby, Malmö (söderifrån) |
|  |                | "Verkökrysset"                   | Lyckeby, Gdynia                     |
|  |                | "Vedebykrysset"/"Ubåtsrondellen" | Backabo, Mariedal, Lyckeby          |
|  | motortrafikled | Trafikplats Karlskrona Öst       | Kalmar Malmö, Angöringen            |
|  |                | "Torskors"                       | Torskors                            |
|  |                | "Västra Rödeby"                  | Rödeby centrum, Flyeryd             |
|  |                | nära Rödeby                      | Tving Växjö                         |
|  |                | nära Emmaboda                    | Emmaboda, Nybro, Tingsryd           |
|  |                | i Eriksmåla                      | Kalmar, Växjö                       |
|  |                |                                  | Nybro, Kalmar (väg 28 svänger)      |
|  | Avfart         |                                  | Växjö, Åseda, Oskarshamn            |